# Friedrich Landstorfer
Friedrich Michael Landstorfer (* 28. Mai 1940 in München; † 8. Juli 2025) war ein deutscher Hochschul-Professor für Hochfrequenztechnik.

## Leben
Der als Sohn von Albertine Landstorfer, geborene Strauß, und ihrem Mann, dem Postbetriebsinspektor Johann Landstorfer, geborene evangelische Münchner Friedrich Michael Landstorfer legte das Abitur im Jahr 1959 in seiner Heimatstadt ab und studierte daraufhin Elektrotechnik an der dortigen Technischen Hochschule (TH, seit 1970: TU München). Im Jahr 1964 schloss er dort das Studium als Diplom-Ingenieur ab und begann seine Doktorarbeit am Institut für Hochfrequenztechnik.
Am 28. Februar 1967 wurde Friedrich M. Landstorfer bei Hans Heinrich Meinke (Korreferent: Horst Groll) mit der Dissertation Einschwingverhalten von Empfangsantennen zum Doktor-Ingenieur (Dr.‑Ing.) promoviert. Er heiratete im selben Jahr Irmgard Ernst. Im Jahr 1971 habilitierte er sich und wurde Privatdozent. 1976 wurde er außerplanmäßiger Professor, von 1978 bis 1986 war er außerordentlicher Professor für Hochfrequenztechnik an der TU München
Am 15. Oktober 1986 übernahm er in Nachfolge des emeritierten Professors Alois Egger, der seinerzeit auch bei Meinke promoviert worden war, die Leitung des 1967 gegründeten Instituts für Hochfrequenztechnik (IHF) der Universität Stuttgart. In den folgenden Jahren wurde die Ausstattung des Instituts mit HF-Messgeräten und EDV-Technik wesentlich verbessert, insbesondere wurde 1992 ein reflexionsarmer Antennenmessraum fertiggestellt. Er leitete das Institut bis zu seinem Eintritt in den Ruhestand im Jahr 2005 und betreute während dieser Zeit zahlreiche Diplom- und Doktorarbeiten.
Im Jahr 1991 war er der Chairman der 21. Europäischen Mikrowellenkonferenz (EuMC) in Stuttgart. Darüber hinaus war er Mitglied in diversen nationalen und internationalen Gremien und erhielt zahlreiche Ehrungen, so den Literaturpreis der Nachrichtentechnischen Gesellschaft (Fachgesellschaft des VDE) 1977 für die Optimierung von Linearantennen. Im Jahr 1993 wurde er zum Honorary Professor der Universität Südostchinas ernannt und 1995 zum Fellow of the IEEE.
Sein wissenschaftliches Werk ist dokumentiert in über 340 Veröffentlichungen, über 60 Patenten zur Hochfrequenztechnik und mehreren Büchern, insbesondere auf dem Gebiet der Antennentechnik, der numerischen Feldberechnung und der Modellierung der Ausbreitung elektromagnetischer Wellen. Eine spezielle formoptimierte Yagi-Uda-Antenne ist nach ihm benannt als Landstorfer Array.
Friedrich Landstorfer starb am 8. Juli 2025 im Alter von 85 Jahren.

## Schriften (Auswahl)
- mit Ning Yan Zhu: Numerical Modelling of Pulse Propagation in Tunnels. 2008.
- mit Shinichiro Nishizawa und Yoshitsugu Kamimura: Low-Frequency Dosimetry of Inhomogeneous Magnetic Fields Using the Coil Source Model and the Household Appliance. 2007.
- mit Shinichiro Nishizawa, Kouta Matsumoto und Osamu Hashimoto: Magnetic Field and Dosimetric Study at Intermediate Frequency Range Using the Coil Source Model. 2006.
- mit Julia Kantz und Jan Waldmann: Measuring System for Time-Variant Impedances. 2005.
- mit Shinichiro Nishizawa und Osamu Hashimoto: Study of the magnetic field properties around household appliances using coil source model as prescribed by the European standard EN50366. 2004.
- mit Shinichiro Nishizawa, Hans-Oliver Ruoss und Osamu Hashimoto: Numerical Study on an Equivalent Source Model for Inhomogeneous Magnetic Field Dosimetry in the Low-Frequency Range. 2004.
- mit Markus Schick: Accelerating Computations with a MoM-Based Computer Program using a Model-Based Parameter Estimation Algorithm. 2003.
- mit Reiner Hoppe, Philipp Wertz und Gerd Wölfle: Advanced ray-optical wave propagation modelling for urban and indoor scenarios. 2003.
- mit Gerd Wölfle, Reiner Hoppe und Dirk Zimmermann: Enhanced Localization Technique within Urban and Indoor Environments based on Accurate and Fast Propagation Models. 2002.
- mit Martin Schallner und Matthias Kabatnik: Verbesserung der Peilgenauigkeit durch die Berücksichtigung dominierender Störobjekte. 2000.
- mit Ning Yan Zhu, Alexei V. Popov und Vladimir A. Vinogradov: Numerical Study of Radio Wave Propagation in Tunnels. 1999.
- mit Hans-Oliver Ruoss: Optimization of Handset Antennas to Reduce Interaction with the User. 1999.
- mit D.B. Davidson, Isak P. Theron, Ulrich Jakobus und J.J. van Tonder: Recent progress on the antenna simulation program FEKO. 1998.
- mit Ning Yan Zhu: Numerical Determination of Diffraction, Slope-, and Multiple-Diffraction Coefficients of Impedance Wedges by the Method of Parabolic Equation – Space Waves. 1996.
- mit Ulrich Jakobus: Improvement of the PO-MoM hybrid method by accounting for effects of perfectly conducting wedges – Reply. 1995.
- mit Ralf R. Collmann: Calculation of the Field Radiated by Horn-Antennas Using the Mode-Matching Method. 1995.
- mit Ning Yan Zhu: An Efficient FEM Formulation for Rotationally Symmetric Coaxial Waveguides. 1995
- mit Ulrich Jakobus: Improved PO-MM Hybrid Formulation for Scattering from Three-Dimensional Perfectly Conducting Bodies of Arbitrary Shape. 1995.
- mit Heinrich Graf: Rauschprobleme der Nachrichtentechnik. Verlag Oldenbourg, 1981, ISBN 978-3-486-24681-0.
- mit Hans-Oliver Ruoss und Ulrich Jakobus: Iterative Coupling of MoM and MMP for the Analysis of Metallic Structures Radiating in the Presence of Dielectric Bodies. 1970.